# 海伯特 (阿拉巴馬州)
海伯特（英語：Hybart）是一個位於美國阿拉巴馬州門羅縣的非建制地區。該地的面積和人口皆未知。

## 地理
海伯特的座標為31°49′36″N 87°22′55″W / 31.82667°N 87.38194°W，而該地的平均海拔高度為21米（即72英尺）。